# Hagenwallaby
De Hagenwallaby (Dorcopsis hageni) is een zoogdier uit de familie van de kangoeroes (Macropodidae). De wetenschappelijke naam van de soort werd voor het eerst geldig gepubliceerd door Karl Maria Heller in 1897. De soortaanduiding is een eerbetoon aan dr. Bernard Hagen, die de soort in 1895 ontdekte in de toenmalige Duitse kolonie Keizer Wilhelmsland, een deel van Nieuw-Guinea, bij Stephansort aan de Astrolabebaai (tegenwoordig in de provincie Madang).

## Beschrijving
Deze soort lijkt op de Mullerwallaby, maar heeft (als enige onder de kangoeroes) een witte rugstreep. De kop-romplengte bedraagt 425 tot 600 mm, de staartlengte 315 tot 378 mm, de achtervoetlengte 114,9 tot 119,4 mm, de oorlengte 43 tot 51,2 mm en het gewicht 5000 tot 6000 g voor drie vrouwtjes uit de Papoea-Nieuw-Guineese provincie Sandaun.

## Verspreiding
De Hagenwallaby komt voor in het noorden van Nieuw-Guinea, tot op ongeveer 400 m hoogte. De soort is waarschijnlijk in ieder geval deels overdag actief en leeft op rotsachtige rivieroevers, waar hij zoekt naar de ongewervelden die zijn voedsel vormen.